# ماهی‌گیرک تاج‌دار مرمری
 ماهی‌گیرک تاج‌دار مرمری (نام علمی: Brachyramphus marmoratus) نام یک گونه از سرده ماهی‌گیرک کوتوله است.